# Ефет, Евгений Борисович
Евге́ний Бори́сович Ефе́т (21 декабря 1909, Евпатория, Таврическая губерния — 14 ноября 1941, Финский залив) — советский военный моряк, капитан 3-го ранга, командир эсминца «Гордый».

## Биография

### Ранние годы
Родился и вырос в Евпатории в караимской семье. С детства мечтал стать моряком, увлекался историей отечественного флота и изучал всё, что связано с военно-морской службой. Во время летних каникул работал лодочником, корзинщиком на пекарне, матросом на спасательной станции. В 1927 году окончил 1-ю Евпаторийскую девятилетнюю школу. В 1929 году переехал в Ленинград, работал на заводе «Красный путиловец».

### Служба на Балтике
В 1930 году поступил в Военно-морское училище имени М. В. Фрунзе, где и стал членом Коммунистической партии. Успешно окончив в 1933 году училище, был направлен преподавателем на курсы ускоренной подготовки командного состава флота в Кронштадт. В апреле 1934 года добился перевода на должность штурмана эсминца «Ленин». С сентября 1935 года на тральщике «Клюз» служил сначала помощником, а затем и командиром. В ноябре 1937 года был назначен командиром тральщика «Стрела», а в 1939 году — командиром эсминца «Карл Маркс». Со своим кораблём принимал участие в советско-финской войне, был удостоен ордена Красного Знамени, а двенадцать членов его экипажа были награждены орденами и медалями.
Накануне Великой Отечественной войны, в 1940 году, стал командиром эскадренного миноносца «Гордый».

### Гибель
Во время операции по эвакуации гарнизона военно-морской базы Ханко 12 ноября 1941 года отряд кораблей в составе эсминцев «Суровый» и «Гордый», минного заградителя «Урал», 4 тральщиков (Т-206, Т-217, Т-211, Т-215), 6 катеров «малый охотник» и двух подводных лодок Л-2 и М-98 вышел в направлении ВМБ Ханко. В пути корабли дважды подверглись торпедным атакам, после полуночи начали форсирование минного поля, в тралах начались подрывы. В 00:44 14 ноября на мине подорвался и затонул катер МО-301 (весь экипаж погиб), в 01:05 подорвался и затонул тральщик Т-206 «Верп» (из экипажа спасены 21 человек, погибли 32 человека). Сразу после взрыва из-за несогласованных действий столкнулись эсминец «Суровый» и тральщик Т-217, при этом эсминец получил значительную пробоину. Когда его экипаж устранил повреждение и корабль начал набирать ход, у борта взорвалась мина, корабль лишился хода и получил значительные повреждения. Для оказания ему помощи вернулись 2 тральщика. После безуспешной борьбы за спасение корабля, его экипаж (230 человек) был принят на борт катерами и тральщиками, эсминец затоплен. Также погибла на минах подводная лодка Л-2 (из экипажа погибли 49 человек, спасено 3 человека), а подводная лодка М-98 пропала без вести (её судьба неизвестна по настоящее время).
К Ханко продолжали двигаться только эсминец «Гордый», «Урал», 1 тральщик и 3 катера. Протраленной тральщиком полосы было явно мало для безопасного плавания, к тому же все корабли «рыскали» при движении, идти в кильватер друг к другу было практически невозможно. В итоге в 03:20, в 03:30 и в 03:36 эсминец «Гордый» трижды подорвался на минах, получил тяжелейшие повреждения и затонул в семи милях севернее острова Найссаар. Спасены были 87 членов экипажа. Среди погибших были командир эсминца Е. Б. Ефет, комиссар, старпом и другие офицеры, отказавшиеся спасаться раньше своих подчинённых. В 08:46 на Ханко прибыли только минный заградитель «Урал» и 2 катера «малый охотник» (на их борту были члены экипажа погибшего «Гордого»).
Об этом рассказано в листовке политуправления Краснознамённого Балтийского флота, выпущенной в 1942 году:
...Корма эсминца так глубоко ушла под воду, что по верхней палубе стало невозможно ходить. Передвигаться по ней можно было только ползком, цепляясь за скобы и выступы... До гибели корабля оставались считанные секунды, но ни командир, ни комиссар не покидали мостика. С других кораблей слышали, что с мостика гибнущего эсминца что-то кричали тем, кто цеплялся за якорные устройства на вздыбленном баке. Ефет и Сахно ободряли краснофлотцев. И вдруг раздалось пение. Сперва еле слышные голоса звучали все громче и громче. Над ночным морем плыли звуки «Интернационала». Его пели командир корабля Ефет, военком Сахно, пели краснофлотцы, оставшиеся на корабле.

## Награды
- Орден Красного Знамени (07.02.1940)[2]

## Семья
Отец — Борис Ефет, столяр, покинул семью, когда Евгению было 6 месяцев.
Мать — Гулюш Рувимовна Ефет, портниха.
С 1937 года семья Ефетов жила в Ораниенбауме (ныне Ломоносов).
Жена — Валентина Ивановна Ефет (28 января 1909 — 12 июня 1999), работала врачом-терапевтом в поликлинике. В 1972 году при средней школе № 6 Ломоносова (ныне ГБОУ СОШ № 436) был открыт музей «Боевой путь эскадренного миноносца „Гордый“», основателями которого выступили В. И. Ефет и директор школы Л. А. Мочалова.
- Сын — Евгений Евгеньевич Ефет (21 июня 1938 — 3 марта 1993), учился в Тбилисском Нахимовском училище, в 1956 году окончил Высшее военно-морское училище радиоэлектроники имени А. С. Попова. Служил флотским офицером-связистом, уволился в запас в 1960 году в звании старшего лейтенанта. Работал инженером[16]. Вместе с матерью и дедом Иваном Ивановичем Куровым (1880—1950) похоронен на Свято-Троицком православном кладбище Ломоносова[17][18].

- Внук — Александр Евгеньевич Ефет.

## Память

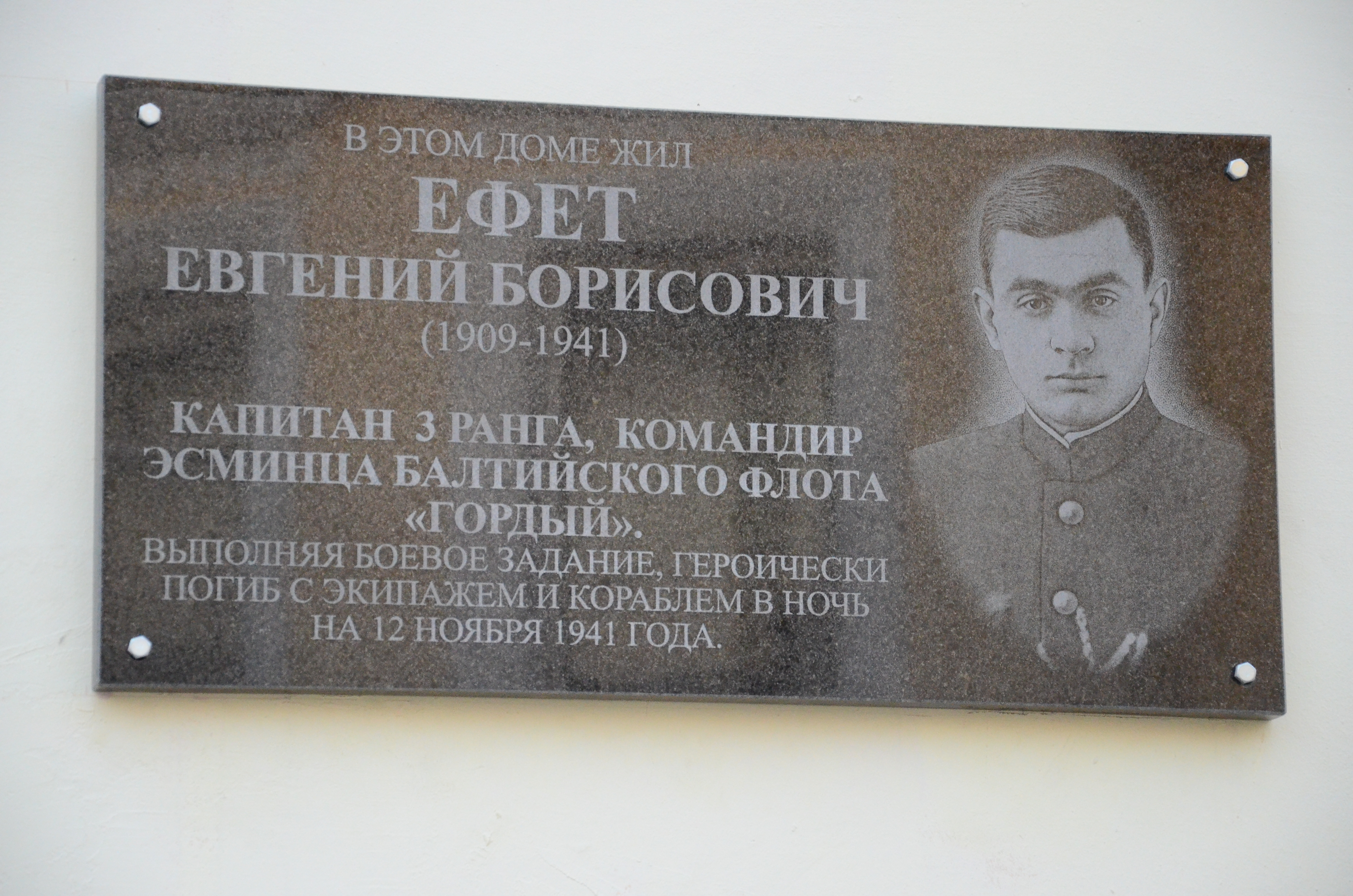
Памятная табличка в Евпатории с ошибочной датой гибели

- Улица Евгения Ефета в Ломоносове (упразднена в 2021 году).
- Улица Нижняя в Евпатории была названа улицей Ефета[20].
- Мемориальный комплекс в экспозиции Евпаторийского краеведческого музея[21].
- В 1976 году на Ильичёвском судостроительном заводе был построен теплоход «Евгений Ефет», который изображён на почтовых конвертах, выпущенных в 1980 и 1982 годах. Принадлежал Евпаторийскому морскому торговому порту. В начале 2000-х выведен из эксплуатации, в 2010 году продан частному лицу и отбуксирован в Стрелецкую бухту Севастополя. Восстановлен, выведен на воду, с 2016 года носит название «Балаклава»[22].
- Мемориальная доска на здании гимназии имени И. Сельвинского в Евпатории[23] с текстом: В этой школе, в 30-х годах,
учился командир эсминца „Гордый“
Краснознамённого Балтийского флота
капитан 3-го ранга Е. Ефет,
геройски погибший при обороне п-
острова Ханко 14 ноября 1941 года[24].
- Мемориальная доска на доме, где жил Евгений Ефет по ул. Караимской, 66 в Евпатории. Открыта в сентябре 2020 года[25].
- 18 ноября 2020 года имя Евгения Ефета было присвоено средней общеобразовательной школе № 436 Петродворцового района Санкт-Петербурга[26][27].